# Suzette Haden Elgin
Suzette Haden Elgin, nacida Patricia Anne Suzette Wilkins (Jefferson City, 18 de noviembre de 1936-Arkansas, 27 de enero de 2015), fue una poeta y escritora de ciencia ficción estadounidense, lingüista de profesión y feminista convencida. Fundó la Science Fiction Poetry Association y se la considera una figura relevante en el campo de los lenguajes construidos para la ciencia ficción con su trilogía Native Tongue.
Fuera de la ciencia ficción, es conocida por su trilogía El arte de la autodefensa verbal, un ensayo donde presenta las tácticas clave y las habilidades para controlar el comportamiento lingüístico en la vida personal y profesional. Explica los significados ocultos de los silencios, el lenguaje corporal, la expresión y el tono.
Nació el 1936 en la ciudad de Jefferson, Misuri. Estudió en la Universidad de California en San Diego, donde se doctoró en Lingüística durante la década de 1960. Fue la primera estudiante de la UCSD en escribir dos tesis: una en inglés y otra en navaho. Fue profesora de lingüística en la Universidad Estatal de San Diego entre 1972 y 1980, donde hizo interesantes trabajos de investigación.
Empezó a escribir ciencia ficción en 1969 con el relato «For the Sake of Grace» en la publicación especializada Magazine of Fantasy and Science Fiction, relato que posteriormente fue incorporado a su obra At the Seventh Level (1972). Esta obra integraba una serie de óperas espaciales donde se narran las aventuras interestelares de Coyote Jones, agente de la Trigalactic Intelligence Service. Las tres primeras novelas se convertirían en una trilogía publicada en 1980 con el título de Communipath Worlds. El grado de detalle con que se habla de la situación de las mujeres es tal (especialmente en la segunda novela Furthest, de 1971), que la serie se utilizó en investigaciones y estudios feministas.
Elgin, además, creó un lenguaje artificial para su trilogía de ciencia ficción Native Tongue, conocido como láadan, que se fundamenta en una interpretación feminista de la hipótesis de Sapir-Whorf, que argumenta que cada lengua hace una comprensión particular del mundo. El 1983 publicó una gramática y un diccionario que presenta el tema y describe este lenguaje: A first dictionary of Láadan (1983).
Escritora comprometida con una visión feminista del mundo, reivindicó la relevancia de la ciencia ficción feminista y dio una de las más interesantes definiciones del género desde una óptica feminista:

La ciencia-ficción es el único género de la literatura en el que es posible que una escritora explore la pregunta de qué sería este mundo si pudiese deshacerse [X], donde [X] puede ser cualquiera de los hechos del mundo real que limitan y oprimen a las mujeres.
Suzette Haden Elgin

En 1978, Elgin fundó la Asociación de Poesía de Ciencia Ficción, y pronto publicó un útil texto de apoyo, The Science Fiction Poetry Handbook (revisión 2004 de la versión informal de 1986). El premio de la SFPA actualmente recibe el nombre de Elgin en su honor.
Además de novelas, publicó relatos breves de ciencia ficción. Los temas principales de sus obras incluyen el feminismo, la lingüística, el impacto del lenguaje apropiado y la coexistencia pacífica con la naturaleza. Muchas de sus obras reflejan el entorno cultural y el patrimonio de Ozark. Elgin fue profesora universitaria en California (SDSU) y en el 1980 se retiró a vivir en Arkansas con su segundo marido, George Elgin. La autora murió en 2015 a la edad de 78 años por causas desconocidas.
A lo largo de su carrera, Suzette Haden Elgin ganó el premio Rhysling de poesía de la Asociación de Poesía de ciencia ficción con Rocky Road tono Hoe el 1988. También estuvo nominada cuatro veces a los Premios Locus con tres novelas y un relato breve (1972, 1982, 1985, 1987): Furthest (1971), Twelve Fair Kingdoms (1981), Native Tongue (1984) y el relato breve «Lo, How an Oak E'er Blooming» (1986).
En 1995 fue nominada al galardón James Tiptree Jr Memorial, que reconoce obras de ciencia ficción que exploran y amplían los roles de mujeres y hombres, con su novela Earthsong (1993) que es la que cierra su reconocida trilogía Native Tongue.

## Obra
Aquí están algunas de sus obras más relevantes. Para una versión detallada se recomienda consultar su ficha a la página Internet Speculative Fiction Database.

### Novelas

#### Serie Coyote Jones
- Communipath worlds (1980) ; ISBN 9780671833923. Aquí se incluyen las tres primeras novelas de la serie: The Communipaths (1970), Furthest (1971) y At the Seventh Level (1972).

- Star-Anchored, Star-Angered (1984); ISBN 9780879979294
- (1986); ISBN 9780886771102

#### Trilogía de Ozark Fantasy
- The Ozark trilogy. Suzette Haden Elgin. Fayetteville : University of Arkansas Press, 2000. ISBN 9781557285928. Aquí se incluyen: Twelve Fair Kingdoms (1981), The Grand Jubilee (1981), y Then There'll Be Fireworks (1981).

#### Trilogía Native Tongue
- Native Tongue (1984); ISBN 0-87997-945-3.[14] Lengua materna, publicada por Ultramar en 1989, trad. de Rafael Marín Trechera
- The Judas Rose (1987); ISBN 0-88677-186-2.[15] La rosa de Judas, publicada por Ultramar en 1990, trad. de Rafael Marín Trechera
- Earthsong (1993); ISBN 0-88677-592-2

Relacionada con esta trilogía publicó la obra de investigación A First Dictionary and Grammar of Láadan (1985); ISBN 0-9618641-0-9

### Relatos breves
Aquí están sus relatos más relevantes, para una versión detallada se recomienda consultar su ficha en la ISDF.
| Relatos breves (1969-2007) |
| --- |
| - "For the Sake of Grace" – Fantasy & Science Fiction, 1969. - "Old Rocking Chair's Vaso Me" – Fantasy & Science Fiction, 1974. - "Modulation in Ajo Things" – Reflections of the Future anthology, 1975 - "Lest Levitation Come Upon Os" – Perpetual Light anthology, 1982. - "Magic Granny Says Don't Meddle" – Fantasy & Science Fiction, 1984. - "School Days" – Light Years and Dark anthology, 1984. - "Chico Lafleur Talks Funny" – A Treasury of American Horror Stories, 1985. - "Lo, How an Oak E'er Blooming" – Fantasy & Science Fiction, 1986. - "Hush My Mouth" – Alternative Historias: 11 Stories of the World as It Might Have Been, edited by Charles G. Waugh and Martin H. Greenberg, 1986. - "Tornado" – Fantasy & Science Fiction, 1989. - "What the EPA Don't Know Won't Hurt Them" – Fantasy & Science Fiction, 1990. - "Only A Housewife" – Fantasy & Science Fiction, 1995. - "Soulfedge Rock" – Space Opera anthology, 1996. - "Weather Bulletin" – 1999. - "Honor Is Golden" – Analog, 2003. - "We have always spoken Panglish"- Scifi.com, 2004. Se incluye a su novela Native Tongue / Lengua Materna. - "What We Can See Now, Looking in the Glass", 2007. |

### Poesía
| Pequeña compilación (1965-2005) |
| --- |
| - The Less Said: A Book of Poems, 1965. - "McLuhan Transposed" – Burning with a Vision anthology, 1968. - "Lexical Gap" – Isaac Asimov's Science Fiction Magazine, 1985. - "Presuppositional Ghostbusting" – Isaac Asimov's Science Fiction Magazine, 1985. - "Rocky Road tono Hoe" – Star Line, 1987. - "Binary Addendum" – Star Line, 1989. - The science fiction poetry handbook. Suzette Haden Elgin; Mike Allen; Bud Webster; Science Fiction Poetry Association. Cedar Rapids, Iowa : Sam's Dote Publishing in cooperation with the Science Fiction Poetry Association, 2005. ISBN 9781930847811 |

### No ficción
| Serie The Gentle Arte of Verbal Self-Defienda (ensayos) |
| --- |
| - The Gentle Arte of Verbal Self-Defienda (1980); ISBN 0-13-351080-8 - More donde the Gentle Arte of Verbal Self-Defienda (1983); ISBN 0-13-601120-9 - The Gentle Arte of Verbal Self-Defienda Workbook (1987) - The Last Word donde the Gentle Arte of Verbal Self-Defienda (1987); ISBN 0-13-524067-0 - Language in Emergency Medicine (1987); ISBN 0-7388-1227-7 - The Gentle Arte of Verbal Self Defienda (1988); ISBN 0-88029-257-1 - Growing Civilized Kids in a Savage World (1989) - The Gentle Arte of Verbal Self-Defiendo for Business Success (1989); ISBN 0-13-921032-6 - Success with the Arte of Verbal Self-Defienda (1989); ISBN 0-13-688581-0 - Staying Well with the Gentle Arte of Verbal Self-Defienda (1990); ISBN 0-13-845116-8 - GenderSpeak (1993); ISBN 0-471-58016-3 - The Gentle Arte of Written Self-Defiendo (1993); ISBN 1-56731-113-X - The Gentle Arte of Written Self-Defiendo Letter Book (1993); ISBN 0-13-350422-0 - Language in Law Enforcement (1993); ISBN 1-878709-04-6 - Linguistics & Science Fiction Sampler (1994) - Mastering the Gentle Arte of Verbal Self-Defienda (1995); ISBN 0-7871-0282-2 - BusinessSpeak (1995); ISBN 0-07-020000-9 - "You Can't Say That Tono Me!" (1995); ISBN 0-471-00399-9 - The Gentle Arte of Communicating with Kids (1996); ISBN 0-471-03996-9 - How tono Disagree Without Being Disagreeable (1997-03; Wiley); ISBN 0-471-15705-8 - How tono Turn the Other Cheek and Still Survive in Today's World (1997); ISBN 0-7852-7249-6 - The Gentle Arte of Verbal Self-Defiendo at Work (2000); ISBN 0-7352-0089-0 - The Gentle Arte of Verbal Self-Defiendo: Revised and Updated (2009); ISBN 978-1-4351-1342-8 |

| Otras obras: Investigación y Lingüística |
| --- |
| - A Guide tono Transformational Grammar (1973); ISBN 0-03-080126-5 - What is Linguistics? (1973); ISBN 0-13-952390-1 - Bully for Os (1974) ; OCLC 1074205630 - Pouring Down Words (1975); ISBN 0-13-686857-6 - A Primero of Transformational Grammar for Rank Beginners (1975); ISBN 0-8141-3693-1 - Never mind the trees : what an English teacher really needs tono know about linguistics (1980); OCLC 7859553 - The Great Grammar Myth (1982); OCLC 123166676 - A First Dictionary and Grammar of Láadan (1985); ISBN 0-9618641-0-9 - Try tono Feel It My Way (1997); ISBN 0-471-00670-X - The Grandmother Principles (1998); ISBN 0-7892-0431-2 - The Language Imperative (2000); ISBN 0-7382-0254-1 - Peacetalk 101 (2003); ISBN 1-59021-030-1 |